# Ferdinando Palasciano

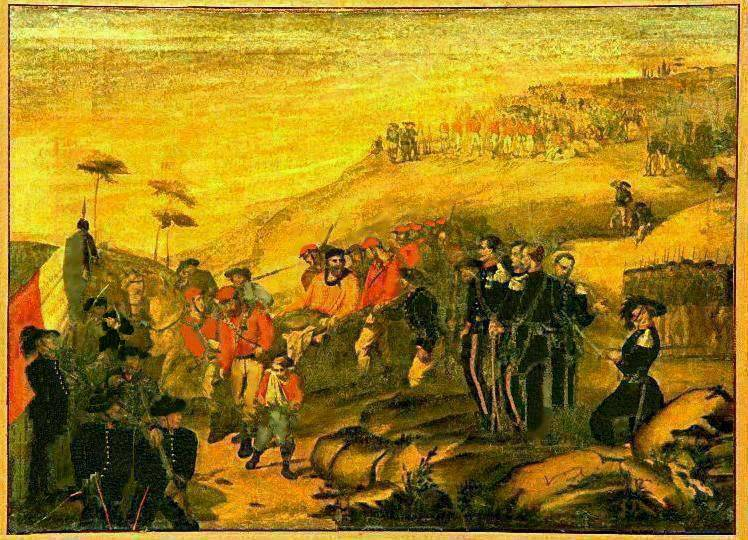
Ferdinando Palasciano soignant Giuseppe Garibaldi pour une blessure subie lors de la Bataille de l'Aspromonte.

Ferdinando Palasciano (né à Capoue le 13 juin 1815  et mort à Naples le 28 novembre 1891) est un chirurgien et politicien italien, considéré comme l'un des précurseurs de la fondation de la Croix-Rouge. 

## Biographie
Ferdinando Palasciano est né à Capoue en Campanie alors partie du royaume des Deux-Siciles. il est diplômé en littérature, en philosophie, en sciences vétérinaires, en médecine et en chirurgie. 

En 1848, il combat dans l'armée des Bourbons contre les émeutes du Risorgimento. Cependant, son aide aux blessés va à l'encontre des ordres royaux et il risque d'être exécuté pour insubordination. Il a déclaré : 

« Les blessés, quelle que soit l'armée à laquelle ils appartiennent, sont sacrés pour moi et ne peuvent être considérés comme des ennemis. »

Cette déclaration est l'une des premières concernant les principaux principes de secours de la Croix-Rouge. 
Grâce à l'intervention du roi Ferdinand II, la peine serait commuée en un an de prison à Reggio de Calabre. 
En 1865, il est nommé professeur de chimie chirurgicale à l'Université de Naples et en 1883, il est l'un des fondateurs de la Société italienne de chirurgie. 
Au cours de l'Expédition des Mille, en 1860,  Palasciano s'est battu lors de la Bataille du Volturno, prenant soin des soldats borboniques blessés. 
Deux ans après, il rejoint Giuseppe Garibaldi et le soigne pour une blessure de malléole subie dans les montagnes de l’Aspromonte. Les deux deviennent  amis et entament une correspondance épistolaire conservée au musée de San Martino, à Naples. 
Ferdinando Palasciano a également été membre de la Chambre des députés et du Sénat italiens et conseiller à la commune de Naples. 
Vers 1886, Palasciano est atteint de  démence. Il meurt le 28 novembre 1891 et est enterré sur la place du cimetière de Poggioreale, à Naples.